# 玉野警察署
玉野警察署（たまのけいさつしょ）は、岡山県警察が管轄する警察署の一つである。

## 概要

### 住所
- 岡山県玉野市宇野一丁目13番1号

### 交通アクセス
- JR宇野線宇野駅西へ約2km

### 管轄区域
- 玉野市

## 沿革
- 1918年9月 - 岡山水上警察署宇野分署を設置。
- 1926年6月 - 宇野警察署として独立。
- 1948年7月 - 警察制度の改正に伴い、国家地方警察「児島地区警察署」と自治体警察「玉野市警察署」に分離。
- 1954年7月1日 - 警察制度の改正に伴って岡山県警察が発足し、国家地方警察と自治体警察が統合。「岡山県玉野警察署」となる。
- 1971年3月 - 玉野市宇野一丁目13番1号に地上3階建ての現庁舎が完成し、業務開始。
- 2006年4月1日 - 岡山市南部の灘崎地域地区（旧児島郡灘崎町区域）を岡山南警察署に移管。

## 交番
- 宇野駅前交番（玉野市築港一丁目）
  - 宇野、田井一丁目（一部）・田井二丁目（一部）・田井六丁目、築港
- 玉野マリン交番（玉野市和田）
  - 和田、奥玉、玉、渋川、羽根崎町、日比、深井町、御崎、明神町、向日比
- 秀天交番（玉野市槌ヶ原）
  - 宇藤木、小島地、槌ヶ原、迫間、東紅陽台、東高崎、東七区、南七区、木目、用吉

## 駐在所
- 玉原駐在所（玉野市玉原二丁目）
  - 玉原
- 長尾駐在所（玉野市滝）
  - 滝、永井、長尾、広岡
- 田井駐在所（玉野市田井三丁目）
  - 田井一丁目（一部）・田井二丁目（一部）・田井三丁目・田井四丁目・田井五丁目
- 山田駐在所（玉野市山田）
  - 大薮、後閑、西田井地、沼、東田井地、東野崎、山田
- 梶岡駐在所（玉野市梶岡）
  - 石島、梶岡、上山坂、北方、下山坂、番田、胸上
- 八浜駐在所（玉野市八浜町八浜）
  - 八浜町大崎、八浜町波知、八浜町八浜、八浜町見石

## 警備艇
- 岡3 はやなみ 12 m型

## 管内で発生した事件など
- 灘崎町の親子3人殺傷事件 - 1956年（昭和31年）9月8日夜[1]ないし9日6時ごろ[2]、児島郡灘崎町西7区4条線の農業男性（当時31歳）宅で発生した事件[2]。男性と妻（同21歳）が短刀様のもので刺されて殺害され、彼ら夫婦の長女（当時生後11か月）も重傷を負い、現金千数百円が盗まれていた[1]。玉野署が「県警犯罪史上、未解決では最も凶悪」な事件として捜査を行っていたが[2]、現場に犯人の遺留品がなかったことなどから捜査は難航[1]、未解決のまま事件発生から15年後の1971年（昭和46年）9月9日に公訴時効が成立した[2]。なお1963年（昭和38年）に発生した森吉事件の犯人である男の犯行手口がこの事件と似ていたため、この男が捜査線上に浮上したが[1]、彼にはアリバイがあったことが判明している[3]。事件の約10日前と約5日前に、殺害された男性と妻がそれぞれ別々に実家を訪れて借金を申し入れていたが断られており、当時の捜査員からはその借金の目的や金額について詳細な話がなされていれば事件解決の鍵になったかもしれないと指摘されている[2]。